# The Best of Dire Straits & Mark Knopfler: Private Investigations
Private Investigations: The Very Best of Dire Straits and Mark Knopfler – album kompilacyjny zespołu Dire Straits i Marka Knopflera. Został wydany w kilku wersjach - jednopłytowej, przeznaczonej na rynek wschodnioeuropejski, dwupłytowej i wersji z ograniczonym nakładem: dwupłytowej, z dodatkową książką o historii zespołu.
W Polsce składanka uzyskała status platynowej płyty.

## Lista utworów

### Wersja jednopłytowa
1. "Sultans Of Swing"
2. "Love Over Gold"
3. "Romeo and Juliet"
4. "Tunnel of Love"
5. "Private Investigations"
6. "Money for Nothing"
7. "Brothers in Arms"
8. "Walk of Life"
9. "On Every Street" – 5:03
10. "Going Home (Theme from Local Hero)" – 5:00
11. "Why Aye Man" - 4:09
12. "Boom, Like That" - 05:49
13. "What It Is" - 04:56
14. "All The Roadrunning" - 04:49

### Wersja dwupłytowa
CD 1:
1. "Telegraph Road" – 14:20
2. "Sultans of Swing" – 05:48
3. "Love Over Gold" – 06:18
4. "Romeo and Juliet" – 06:00
5. "Tunnel of Love" - 08:10
6. "Private Investigations" – 05:59
7. "So Far Away" – 05:07
8. "Money for Nothing" – 08:24
9. "Brothers in Arms" - 06:57
10. "Walk of Life" – 04:08
11. "Your Latest Trick" – 06:29

CD 2:
1. "Calling Elvis" – 06:24
2. "On Every Street" – 05:03
3. "Going Home (Theme from Local Hero)" – 05:00
4. "Darling Pretty" – 04.30
5. "The Long Road (Theme from Cal)" – 07:21
6. "Why Aye Man" - 04:09
7. "Sailing to Philadelphia" - 05:29
8. "What It Is" - 04:56
9. "The Trawlerman's Song" - 05:02
10. "Boom, Like That" - 05:49
11. "All the Roadrunning" - 04:49